# Емашинский сельсовет
Емашинский сельсовет — муниципальное образование в Белокатайском районе Башкортостана.

## История
Согласно «Закону о границах, статусе и административных центрах муниципальных образований в Республике Башкортостан» имеет статус сельского поселения.

## Население
| 2002 | 2009  | 2010  | 2012  | 2013  | 2014 | 2015 |
| ---- | ----- | ----- | ----- | ----- | ---- | ---- |
| 1218 | ↘1155 | ↘1069 | ↘1033 | ↘1026 | ↘985 | ↗986 |
| 2016 | 2017  |       |       |       |      |      |
| ↘973 | ↗983  |       |       |       |      |      |

## Состав сельского поселения
| № | Населённый пункт | Тип населённого пункта       | Население |
| - | ---------------- | ---------------------------- | --------- |
| 1 | Емаши            | село, административный центр | ↘1025     |
| 2 | Шигаевка         | деревня                      | ↗44       |